# تم بیژن‌آباد
تم بیژن آباد مربوط به هزاره اول قبل از میلاد است و در شهرستان کهنوج، بخش رودبار، روستای سعید آباد واقع شده و این اثر در تاریخ ۲۷ مرداد ۱۳۸۲ با شمارهٔ ثبت ۹۵۸۲ به‌عنوان یکی از آثار ملی ایران به ثبت رسیده است.